# Мутновская ГеоЭС
Мутновская ГеоЭС — крупнейшая геотермальная электростанция России. Расположена в Елизовском районе Камчатского края, к северо-востоку от Мутновской сопки, на высоте около 800 метров над уровнем моря. Станция эксплуатируется ПАО «Камчатскэнерго» (входит в группу «РусГидро»).

## Конструкция станции
Мутновская ГеоЭС представляет собой геотермальную электростанцию с прямым использованием пара. Установленная мощность электростанции — 50 МВт. Геотермальный теплоноситель (пароводяная смесь) поступает на станцию по трубопроводам из скважин (по состоянию на 2017 год, эксплуатируется 12 скважин), пробурённых на Мутновском месторождении парогидротерм. На площадке электростанции происходит разделение пароводяной смеси на сепараторах (Усреднённый состав теплоносителя: 26 % пар, 74 % сепарат), после чего пар направляется в турбины, а горячая вода (сбросной сепарат) закачивается обратно в горные пласты через скважины реинжекции. Основное генерирующее оборудование Мутновской ГеоЭС включает в себя два турбоагрегата мощностью по 25 МВт, каждый из которых состоит из паровой турбины К-25-0,6 Гео и генератора Т-25-2УЗ. Выработанная электроэнергия выдаётся в энергосистему через комплектное распределительное устройство элегазовое (КРУЭ) напряжением 220 кВ по одноцепной ВЛ 220 кВ Мутновская ГеоЭС — ПС Авача.

## История строительства и эксплуатации

### Проектирование

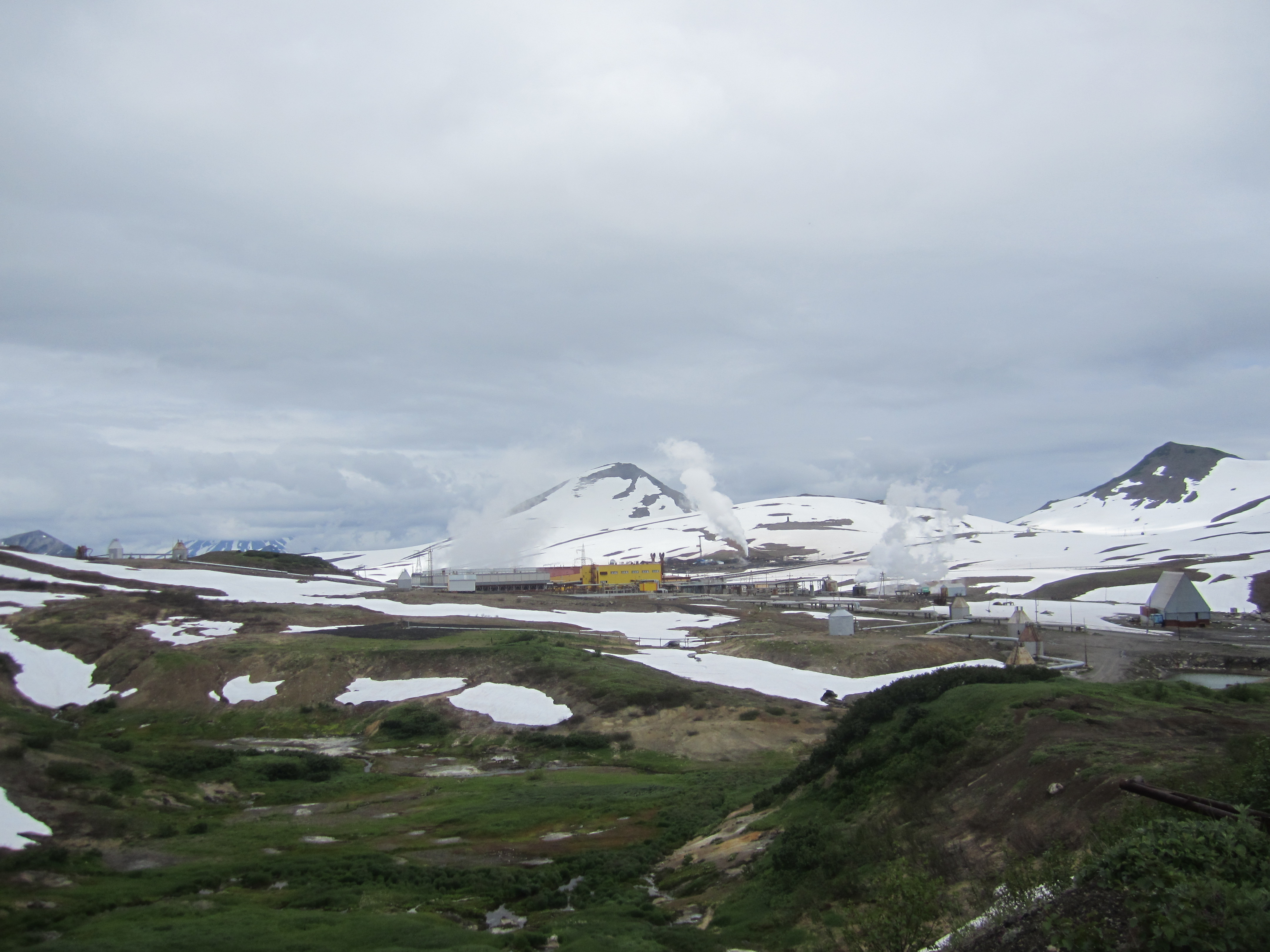
Вид на Мутновскую ГеоЭС, скважинные приёмники и окружающие горы

Первая геотермальная электростанция в СССР (Паужетская ГеоЭС) была построена на Камчатке в 1966 году. По результатам её успешной эксплуатации было решено продолжить развитие геотермальной энергетики в регионе. В 1974 году Институт вулканологии АН СССР оценил потенциальную мощность геотермальной станции на базе Мутновского месторождения в 300—400 МВт. В сентябре 1977 года Госплан СССР принял решение построить Мутновскую ГеоЭС мощностью 200 МВт со вводом первых агрегатов в 1984—1985 гг.
Постановление ЦК КПСС и Совмина СССР от 2 апреля 1981 года поручало Министерству геологии СССР утвердить запасы парогидротерм Мутновского месторождения, а Министерству энергетики и электрификации СССР — строительство геотермальной электростанции мощностью 150—250 МВт со вводом в действие в 1985 году первой очереди мощностью 50 МВт. В 1983 году сроки строительства первой очереди были сдвинуты на 1986—1990 годы. Запасы месторождения были представлены в Государственный комитет по запасам только в 1987 году, а утверждены — в 1990 году: по категории C1 — 156,2 кг/с, с абсолютным давлением 6-8 атмосфер и калорийностью 660 ккал/кг, соответствующие 78 МВт электрической мощности.

### Строительство
Дирекция строительства была создана в мае 1988 года, плановый срок ввода в очередной раз был сдвинут на 1992 год. Возникли сложности при размещении заказов на основное генерирующее оборудование, так как машиностроительные предприятия отдавали приоритет серийному оборудованию и не желали разрабатывать специализированные изделия. Начались годы перестройки, отсутствие финансирования в кризисные 90-е годы дополнительно усугубило ход строительства.
В 1995 году Минэнерго РСФСР утвердило скорректированный проект Мутновской ГеоЭС: в качестве основного оборудования были выбраны блочно-модульные энергоблоки Калужского турбинного завода. Продолжение строительства ГеоТЭС было признано приоритетным проектом развития топливно-энергетического комплекса Камчатского края.
С целью завершения строительства и последующей эксплуатации Мутновских ГеоЭС была создана компания «Геотерм», для финансирования проекта в 1998 году был привлечён кредит ЕБРР.
С целью снижения затрат на транспортировку пароводяной смеси было принято решение направить пар с нескольких удалённых от площадки строительства скважин в отдельно стоящую небольшую электростанцию — Верхне-Мутновскую ГеоЭС мощностью 12 МВт, которая была построена раньше основного объекта и уже в декабре 1999 года была введена в эксплуатацию. Первый турбоагрегат Мутновской ГеоЭС был введён в эксплуатацию 17 сентября 2002 года, второй — 27 сентября того же года, торжественная церемония пуска второго турбоагрегата состоялась в октябре 2002 года, в церемонии принял участие председатель правления РАО ЕЭС Анатолий Чубайс. Использование геотермальной энергии позволило значительно ослабить зависимость полуострова от дорогостоящего привозного мазута.

### Эксплуатация
Мутновская ГеоЭС функционирует в составе центрального энергоузла Камчатской энергосистемы, работающей изолированно от ЕЭС России. Энергоузел сформирован в южной части Камчатского края, где проживает основная часть населения. Синхронно с Мутновской ГеоЭС работает Верхне-Мутновская геотермальная электростанция, Камчатские ТЭЦ-1 и ТЭЦ-2, гидроэлектростанции каскада Толмачёвских ГЭС. Выработка Мутновской ГеоЭС составляет около 350 млн кВт.ч в год и покрывает 20 % потребления электроэнергии в Центральном энергоузле Камчатского края, коэффициент использования установленной мощности — 78,5 %. В декабре 2019 года в связи с ликвидацией АО «Геотерм» Мутновская ГеоЭС вошла в состав ПАО «Камчатскэнерго».
Существует возможность увеличения мощности Мутновской ГеоЭС, как за счёт строительства новых очередей станции (потенциал месторождения позволяет разместить электростанции общей мощностью около 300 МВт), так и повышения эффективности работы действующей станции путём монтажа бинарного энергоблока мощностью 13 МВт, использующего тепло сбросного сепарата. Также рассматривается возможность строительства второй цепи линии электропередачи (что повысит надёжность выдачи электроэнергии, которая сейчас производится по одной ЛЭП, проходящей в лавиноопасном районе), и использование сбросного сепарата для теплоснабжения Петропавловска-Камчатского путём сооружения трубопровода.